# Motorradbau Max Ell
Der Motorradbau Max Ell war ein deutscher Hersteller von Motorrädern und Automobilen.

## Unternehmensgeschichte
Das Unternehmen von Max Ell war an der Herzogstraße 7 in Stuttgart ansässig. 1924 begann die Produktion von Motorrädern, die 1926 endete. Außerdem entstanden einige Automobile mit dem Markennamen Auto-Ell.

## Fahrzeuge

### Motorräder
Für den Antrieb der Motorräder sorgten Einzylinder-Zweitaktmotoren von Hans Grade. Der Hubraum betrug 142 cm³. Die Motorräder wurden auch bei Rennen eingesetzt.

### Automobile
Bei den Automobilen handelte es sich um Kleinwagen.